# UTC+8:30
UTC+8:30 was van 1912 tot 1949 de meest oostelijke tijdzone van de Republiek China en stond bekend als Changbaitijd. Het kwam overeen met de zonnetijd op de 137° 30'-ste breedtegraad, 8:30 voor op GMT. De naam was afgeleid van het Changbaigebergte, dat de grens vormde tussen China en Korea.
In 1912 verdeelde de Republiek China het land in 5 tijdzones: GMT+5, GMT+6, GMT+7, GMT+8 en GMT+8:30 (nu UTC+8:30). De tijdzone gold voor de provincies Heilungkiang en Hokiang (beide nu onderdeel van Heilongjiang), Kirin, Nunkiang en Sungkiang (alle drie nu onderdeel van Jilin) en Antung (nu onderdeel van Liaoning).
Na de Chinese Burgeroorlog veroverden de maoisten het vasteland van China en de Republiek China ging in ballingschap naar Taiwan. De communisten stelden in 1949 GMT+8 vast als tijdzone voor heel het land (nu UTC+8).
Op 15 augustus 2015 besloot Noord-Korea de klok een half uur terug te zetten om zodoende in tijdzone UTC+8:30, de zogenoemde Pyongyangtijd, terecht te komen. Deze wijziging werd doorgevoerd ter gelegenheid van de 70e Bevrijdingsdag. Dit besluit werd op 30 april 2018 met ingang van 5 mei 2018 ongedaan gemaakt, ter bevordering van de Koreaanse eenwording.